# Île Sainte-Blanche
Die Île Sainte-Blanche (französisch) ist eine kleine Insel im Géologie-Archipel vor der Küste des ostantarktischen Adélielands. Sie liegt westlich der Île du Navigateur am Kopfende der Baie Pierre Lejay.
Französische Wissenschaftler benannten sie nach dem Umstand, dass sie hier am 9. Juli 1958, dem damaligen Gedenktag der Heiligen Blanka von Kastilien, gravimetrische Messungen durchgeführt hatten.